# Ґжмуцин
Ґжмуцин (пол. Grzmucin) — село в Польщі, у гміні Гузд Радомського повіту Мазовецького воєводства.
Населення — 342 особи (2011).
У 1975-1998 роках село належало до Радомського воєводства.

## Демографія
Демографічна структура станом на 31 березня 2011 року:
|          | Загалом | Допрацездатний вік | Працездатний вік | Постпрацездатний вік |
| -------- | ------- | ------------------ | ---------------- | -------------------- |
| Чоловіки | 181     | 42                 | 122              | 17                   |
| Жінки    | 161     | 30                 | 99               | 32                   |
| Разом    | 342     | 72                 | 221              | 49                   |